# Пальчатокоренник солончаковый
Пальчатокоренник (пальцекорник, пальчатокорник) солончаковый (лат. Dactylorhiza salina) — вид однодольных растений рода Пальчатокоренник (Dactylorhiza) семейства Орхидные (Orchidaceae). Под текущим таксономическим названием был описан венгерским ботаником Режё Шоо в 1962 году.

## Распространение, описание
Встречается в России (Северный Кавказ, Амурская область, Алтай, Бурятия, Читинская область, Красноярский край), Закавказье, Китае (Синьцзян-Уйгурский и Тибетский автономные районы), Казахстане, Киргизии и Монголии.
Луковичный геофит. Многолетнее травянистое растение. Основание листа клиновидное. Соцветие — колос. Плод — коробочка бурого цвета.

## Значения
Выращивается как декоративное растение.

## Замечания по охране
Внесён в Красные книги Амурской области, Красноярского, Ставропольского краев и Республики Якутия — Саха (Россия).

## Синонимы
Синонимичные названия:
- Dactylorchis salina (Turcz. ex Lindl.) Verm.
- Dactylorhiza cruenta subsp. salina (Turcz. ex Lindl.) E.Nelson
- Orchis salina Turcz. ex Lindl.